# Чжу Беньцян
Чжу Беньцян (нар. 13 березня 1979) — колишній китайський тенісист.
Найвищу одиночну позицію світового рейтингу — 276 місце досяг 19 травня 2003, парну — 131 місце — 9 серпня 2004 року.

## Фінали Туру ATP за кар'єру

### Парний розряд: 1 (0–1)
| Результат | Ранг | Рік  | Турнір      | Покриття | Партнер       | Суперники             | Рахунок  |
| --------- | ---- | ---- | ----------- | -------- | ------------- | --------------------- | -------- |
| Поразка   | 1.   | 2003 | Шанхай, КНР | Тверде   | Цзен Шаосюань | Вейн Артурс Пол Генлі | 2–6, 4–6 |